# George Warren (homme politique)
Sir George Warren (7 février 1735   - 31 août 1801), de Poynton Lodge dans le Cheshire, est un homme politique britannique qui siège à la Chambre des communes entre 1758 et 1796.

## Jeunesse
Warren est le fils unique d'Edward Warren de Poynton et de son épouse Elizabeth Cholmondeley, fille de George Cholmondeley (2e comte de Cholmondeley) et est né le 7 février 1735. Son père est décédé deux ans plus tard en 1737 et il hérite de Poynton Lodge qu'il reconstruit dans les années 1750. Il rejoint l'armée et est enseigne dans le Scots Guards en 1755 et est promu capitaine en 1756. En mai 1758, il s'enfuit à Édimbourg avec une riche héritière, Jane Revell, fille de Thomas Revell, député de Fetcham Park, Surrey. Elle est une pupille de Samuel Egerton de Tatton . Il épouse Jane et le règlement du mariage permet de lever les hypothèques sur ses domaines. Il prend ensuite sa retraite de l'armée .

## Carrière politique
En décembre 1758, Warren est élu député de Lancaster lors d'une élection partielle le 22 décembre. Son élection est sans opposition en échange d'une promesse que lors des prochaines élections, il contribuerait jusqu'à 2 000 £ pour trouver un siège pour le fils de l'autre député de Lancaster, Francis Reynolds. Il a immédiatement entamé une campagne pour devenir chevalier du bain, un honneur auquel il croyait que sa nouvelle richesse lui offrirait, mais le roi George II a rejeté avec colère la proposition lorsqu'elle lui est présentée par le Premier ministre, Thomas Pelham-Holles. Cependant, une fois que George III arrive sur le trône en 1760, Warren s'est attaché au parti de John Stuart (3e comte de Bute) et obtient sa décoration le 26 mars 1761 .
Warren est réélu sans opposition à nouveau comme député de Lancaster aux élections générales de 1761 quelques jours plus tard. Son épouse Jane est décédée en 1761 et il s'est remarié avec Frances Bisshopp, fille de Sir Cecil Bisshopp, 6e baronnet, le 4 février 1764. En 1766, avec Charles Roe, un industriel de Macclesfield, il a promu un plan pour exploiter un canal de la rivière Weaver près de Northwich au Mersey à Stockport, ce qui aurait ouvert un marché pour le bassin houiller sur son domaine de Poynton. Cependant, un schéma rival du duc de Bridgewater, qui reliait Stockport au Canal de Trent et Mersey, est soumis au Parlement le même jour et est choisi. Les domaines de Warren comprennent le manoir de Stockport, et il essaie de faire respecter les droits féodaux à mesure que la ville grandissait avec l'industrialisation, cherchant à établir des monopoles seigneuriaux sur certains biens et à percevoir des péages sur l'importation d'autres. Ses tentatives d'agrandir sa fortune l'ont rendu impopulaire dans tout le Lancashire et le Cheshire .
L'impopularité de Warren conduit les marchands locaux à s'opposer à lui lors des élections générales de 1768, en présentant Lord John Cavendish comme candidat. Le soutien de Warren en faveur de Francis Reynolds était suffisant pour assurer sa réélection et le soutien du Duc de Devonshire et des Lowthers était insuffisant pour rendre probable une victoire à Cavendish. Au début de la campagne, Cavendish a écrit que "mes adversaires   ... ont engagé tous les types de personnes inférieures, et ils n'épargnent aucune dépense pour les maintenir fermes envers eux ", et finalement il a conclu que" mes adversaires demandaient des sommes pour les votes, de sorte que mon succès était très incertain et d'énorme dépenses inévitables. " Cavendish s'est retiré une semaine avant la date des élections, laissant Warren être réélu sans opposition. En 1774, Warren est réélu sans opposition pour Lancaster, mais face à la perspective d'un scrutin à Lancaster ne se représente pas aux élections générales de 1780 .
En 1777, la fille de Warren, Elizabeth, épouse Thomas Bulkeley (7e vicomte Bulkeley). Bulkeley avait un domaine à Beaumaris et Warren y est réélu sans opposition en 1780. Il ne se présente nulle part en 1784 mais remporte de justesse une élection à Lancaster lors d'une élection partielle le 31 mars 1786. Il n'y a aucune trace de discours de sa part au Parlement.

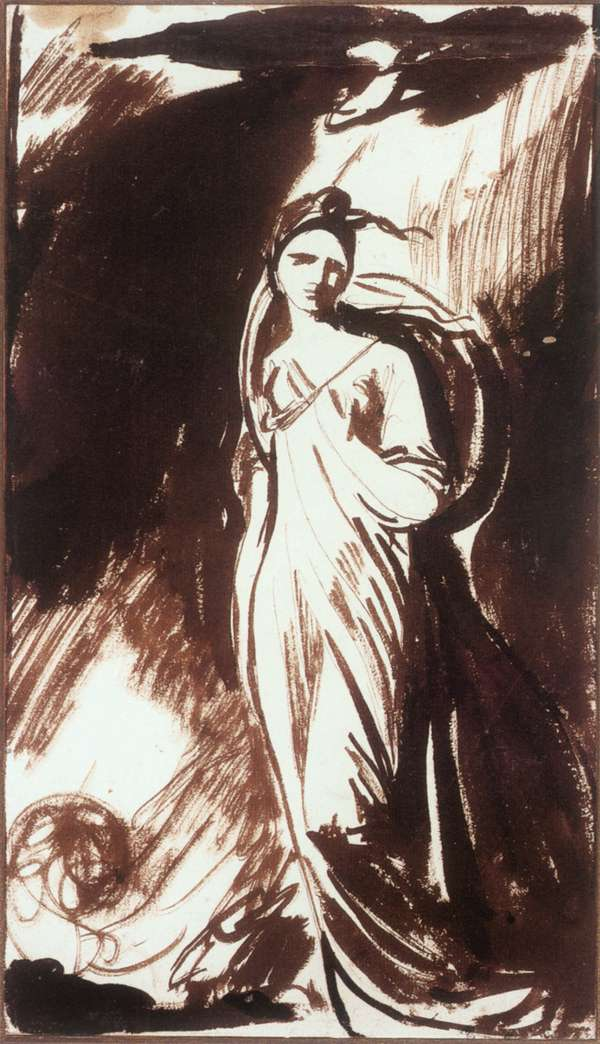
Étude pour Elizabeth Warren en tant que Hebe

## Fin de carrière
Il commande plusieurs portraits de sa famille à George Romney, dont le portrait de groupe de la famille en 1769 est l'un des tableaux qui ont contribué à faire sa réputation. Il peint aussi un portrait de la fille de Warren, Elizabeth, pour célébrer son mariage avec Bulkeley en 1777. Warren est décédé le 31 août 1801 et est enterré dans le caveau familial après un somptueux cortège funèbre . Son gendre change son nom de famille en Warren-Bulkeley pour hériter de la fortune de Warren.